# Bohuslav Sobotka
Bohuslav Sobotka (sinh ngày 23 tháng 10 năm 1971 tại Telnice) là chính trị gia Cộng hòa Séc. Ông đảm nhiệm vai trò chủ tịch đảng Dân chủ Xã hội Séc (ČSSD) từ năm 2011 và thủ tướng Cộng hòa Séc từ năm 2014.